# Los novios que las madres nunca quisieron para sus hijas y el novio que las hijas nunca quisieron para sus madres
Los novios que las madres nunca quisieron para sus hijas y el novio que las hijas nunca quisieron para sus madres es el undécimo disco de los Mojinos Escozíos.
Su primer sencillo es la canción La mamá de José, una parodia de la canción La madre de José, de El Canto del Loco.
Este disco tiene el récord en España de ser el disco con el nombre más largo. 

## Canciones
1. Vaya chorla - 3:50
2. El disco está rayao - 3:46
3. La mamá de José - 4:37
4. La sartén - 5:00
5. Por el culo - 3:40
6. La mosca - 3:33
7. Tetas - 4:00
8. A dos velas (tributo a Curro Jiménez) - 6:16
9. Hola, Espidermán - 4:33
10. En mi tumba - 5:00
11. Colonoscopia (Que no, parte 1) - 4:33
12. Que no (Colonoscopia, parte 2) - 2:20
13. El pelo en la sopa - 1:41
14. La gorda de mi novia - 4:16
15. Más bragas no - 4:40
16. Barras libres - 3:30

- Datos: Q5981047